# Berkley, Colorado
Berkley är en ort (CDP) i Adams County, i delstaten Colorado, USA. Enligt United States Census Bureau har orten en folkmängd på 11 207 invånare (2010) och en landarea på 9,6 km².